# Condado de Fier
El condado de Fier (en albanés: Qarku i Fierit) es uno de los 12 condados de Albania. Se compone de los distritos Fier, Lushnjë y Mallakastër, la capital es Fier.
Desde la reforma de 2015, se organiza en los municipios de Divjake, Fier, Lushnjë, Mallakastër, Patos y Roskovec.

## Distrito de Fier
- Cakran 11,722
- Dërmenas 7,788
- Fier 55,845
- Frakull 6,820
- Levan 8,159
- Libofshë 6,149
- Mbrostar 7,460
- Portëz 8,259
- Qendër 4,207
- Topojë 4,246

## Distrito de Patos
- Patos 15,397
- Ruzhdie 2,326
- Zharrëz 5,236

## Distrito de Mallakastër
- Aranitas 2,714
- Ballsh 7,657
- Fratar 3,221
- Greshicë 1,152
- Hekal 2,623
- Kutë 1,977
- Ngraçan 588
- Qendër 6,253
- Selitë 877

## Distrito de Lushnjë
- Allkaj 4,319
- Ballagat 2,461
- Bubullimë 5,548
- Dushk 7,872
- Fier-Shegan 7,023
- Golem 5,243
- Hysgjokaj 2,603
- Karbunarë 4,193
- Kolonjë 5,728
- Krutje 7,564
- Lushnjë 31,105

## Distrito de Divjake
- Divjakë 8,445
- Grabian 3,638
- Gradishtë 7,521
- Remas 4,449
- Tërbuf 10,201

## Distrito de Roskovec
- Kuman 5,611
- Kurjan 3,618
- Roskovec 4,975
- Strum 7,538